# Décio Otero
Décio Otero (Ubá, 15 de julho de 1933 – São Paulo, 28 de julho de 2025) foi um bailarino e coreógrafo brasileiro. 

## Carreira
Iniciou seus estudos de dança em 1951, em Belo Horizonte, no Ballet de Minas Gerais dirigido por Carlos Leite onde conheceu Klauss Vianna e Angel Vianna. Em 1956 entrou no Ballet do Theatro Municipal do Rio de Janeiro, a convite de Tatiana Leskova, tornando-se solista no ano seguinte.  Lá, trabalhou com Maryla Gremo, Eugênia Feodorova, Dalal Achcar e Nina Verchinina. Foi indicado como bailarino revelação por sua atuação no Pas de Deux de Cisne Negro, em 1959 e percorreu o Brasil em turnê, dançando Giselle, com Margot Fonteyn e Michael Somes.
Em 1963, a convite de Beatriz Consuêlo, ingressou no Ballet Du Grand Theatre de Genéve, sob a direção de Serge Golovine, tornando-se solista da companhia em 1964.  Passou, em 1966, ao Ballet da Ópera de Colônia, na Alemanha, também como solista, sob direção de Todd Bolender e, em 1967, tornou-se bailarino do Balé da Ópera de Frankfurt.
Voltou ao Brasil em 1969 e, em 1970, ministrando cursos no Balé do Teatro Guaíra, reencontrou Marika Gidali, com quem veio a fundar o Ballet Stagium em 1971.
Morreu no dia 28 de julho de 2025 aos 92 anos em São Paulo.

## Publicações
- Stagium – As Paixões da Dança (Editora Hucitece - 1999)
- Marika Gidali – Singular e Plural (Editora Senac - 2001).